# Alberi (cognome)
Alberi è un cognome di lingua italiana.

## Varianti
Albari, Albera, Albero, Albora, Albore, Albori, Arbora, Arbore, Arborio (pronuncia arbòrio), D'Albero (tutti tranne Arborio con l'accento sulla "a" iniziale).

### Alterati e derivati
Alberani, Alberelli (pron. alberèlli), Alberini, Alberino, Alberione (pron. alberióne), Alberone (pron. alberóne), Alberoni (pron. alberóni), Alboré, Alboreto (pron. alboréto), Albrieux.

### Corrispondenti in altre lingue
Al cognome italiano Alberi e suoi derivati corrisponde il cognome francese Albrieux.

## Diffusione
Cognome diffuso in tutta Italia, specialmente al Sud; Alberione è piemontese, così come presente in Piemonte e Liguria è Albrieux.

## Etimologia
Deriva dal termine italiano "albero" (anticamente arbore), sia nel significato generico, sia nel vecchio significato specifico di pioppo bianco (detto localmente anche arbore o albaro). Alberione potrebbe derivare anche dal nome di origine germanica Adalbero (da adal "nobile" e bera "orso").

## Storia
Il cognome Alberi e simili fu attribuito a persone provenienti da diverse località italiane con nomi come Albero, Alberi, Albera, Castel dell'Albero, Alberone, Albereto, ma anche a persone che lavoravano nel settore dell'arboricoltura e della lavorazione e commercio del legname.

## Persone
- Eugenio Alberi (1807–1878) — erudito e poligrafo italiano
- Francesco Alberi (1765–1836) — pittore italiano

## Araldica
Alcuni cognomi di questo gruppo appartengono a famiglie nobili (nobili, patrizi e duchi) e precisamente: Albora, Albori e Arborio. Il motto degli Albori è Fidelitate et assiduitate, cioè "con fedeltà e assiduità", quello degli Albrieux è Fructus et flores in odorem suavitatis, cioè "frutti e fiori dall'odore soave".